# L’orgue
L’orgue (dt.: Die Orgel) ist eine französische musikwissenschaftliche Vierteljahreszeitschrift zum Thema Orgel, die seit 1947 in Paris erscheint.

## Geschichte, Erscheinungsweise und Inhalt
L’orgue wurde unter diesem Titel erstmals 1947 von der in Paris ansässigen Association des Amis de l’Orgue (dt.: Gesellschaft der Orgelfreunde) herausgegeben, die 1927 von Bérenger de Miramon Fitz-James (1875–1952) und Norbert Dufourcq (1904–1990) gegründet worden war. Als Vorgänger der Zeitschrift gelten das von den Amis zuvor herausgegebene Bulletin semestriel des Amis de l'Orgue: la vie de l'orgue en France (1929/1930) und das Bulletin trimestriel des Amis de l'Orgue: la vie de l'orgue en France (1930–1933).
Zwischen 1970 und 1997 erschienen außerdem die Cahiers et mémoires [de l’Orgue: histoire, technique, esthétique, musique] (dt.: Hefte und Erinnerungen) als Unterreihe.
L’orgue erscheint in vier gezählten Nummern pro Jahr. Jedes Heft ist einem Schwerpunktthema gewidmet und enthält neben einer Anzahl von Fachbeiträgen aus dem Themenbereich Orgel (Orgelbau, Werke, Interpreten etc.) Informationen zu aktuellen Neuerscheinungen von Büchern, Einspielungen und Partituren. 
Eine umfangreiche – jedoch nicht komplette – Liste der erschienenen Ausgaben mit ausführlichen Inhaltsverzeichnissen und einer Suchmöglichkeit ist online verfügbar (siehe Weblinks).